# برزنغ (مقاطعة فهرج)
برزنغ (بالفارسية: برزنگ) هي قرية تقع في البلدة المركزية في إيران. يقدر عدد سكانها بـ 57 نسمة بحسب إحصاء 2016.